# Cearfoss, Maryland
Cearfoss, Maryland (енгл. Cearfoss) насељено је место без административног статуса у америчкој савезној држави Мериленд.

## Демографија
По попису из 2010. године број становника је 178.
| Група             | 2000.    | 2010.       |
| Белци             | 0 (0,0%) | 167 (93,8%) |
| Афроамериканци    | 0 (0,0%) | 0 (0,0%)    |
| Азијати           | 0 (0,0%) | 1 (0,6%)    |
| Хиспаноамериканци | 0 (0,0%) | 6 (3,4%)    |
| Укупно            | 0        | 178         |